# Dicellandra glanduligera
Dicellandra glanduligera là một loài thực vật có hoa trong họ Mua. Loài này được Jacq. mô tả khoa học đầu tiên.